# Órgano timpánico

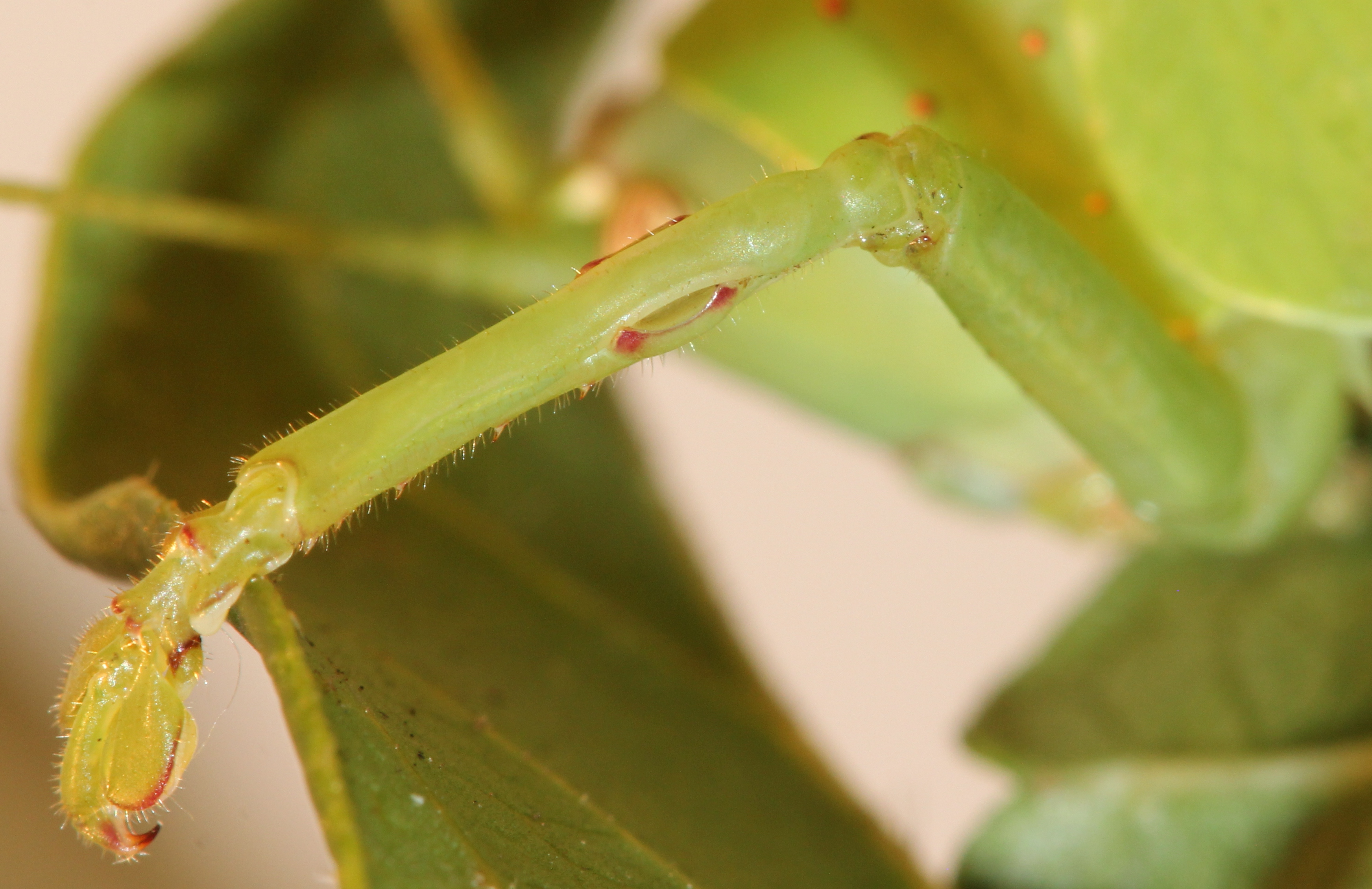
Órgano timpánico en la tibia del saltamonte Zabalius aridus

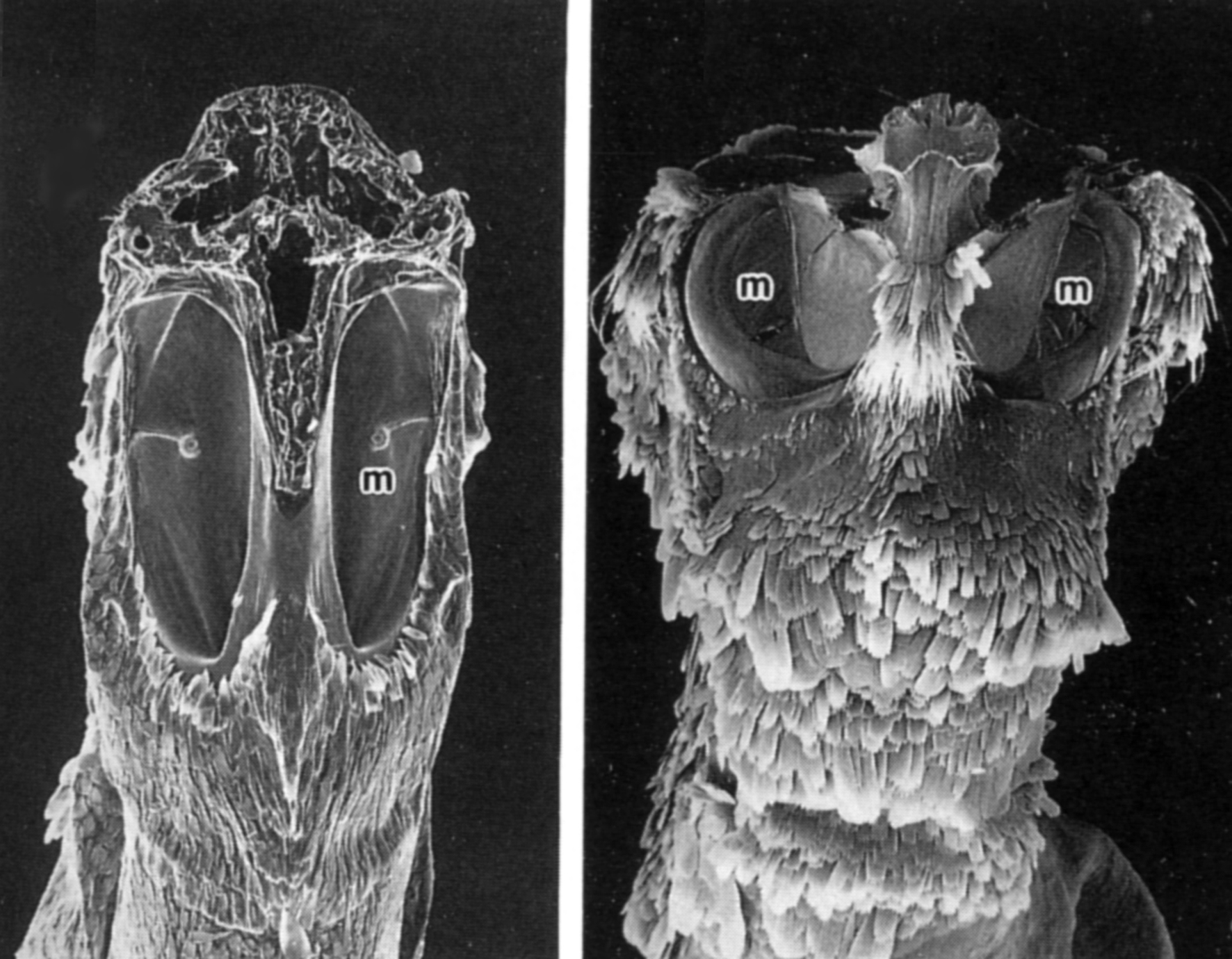
Órgano timpánico de dos especies de polillas nocturnas, vista ventral del abdomen (Tineidae y Pyralidae)

Se llama órgano timpánico al aparato auditivo de los insectos que consiste de una membrana o tímpano estirada en un marco y con un saco de aire detrás. Esta estructura está conectada a neuronas sensitivas. Los sonidos hacen vibrar la membrana y las vibraciones son percibidas por un órgano cordotonal. Las abejas, avispas y hormigas (Hymenoptera) carecen de órganos timpánicos, pero tienen el  órgano de Johnston, presente también en otros grupos de insectos, que cumple una función auditiva, además de mecanorreceptiva.
Pueden responder a una variedad de frecuencias acústicas desde 100 a 240 kHz según los insectos. Cumplen una variedad de funciones: alertar la presencia de depredadores o presas o de competidores y encontrar miembros del sexo opuesto.
Los órganos timpánicos han evolucionado numerosas veces en distintos grupos de insectos, por lo menos en siete órdenes diferentes. Tienen estructuras muy variadas y se encuentran en distintas partes del cuerpo, como el tórax, abdomen, patas, antenas, etc., según el grupo. Estudios embriológicos y evolutivos parecen indicar que su origen ancestral eran órganos cordotonales propioceptivos. Como consecuencia su posición y estructura puede ser útil en determinar la posición taxonómica de ciertos grupos. Por ejemplo los miembros de Geometridae comparten un par de órganos timpánicos abdominales característicos que se abren hacia el frente del segmento abdominal. Dentro del órgano, hay estructuras que varían en su forma y que sirven para trazar el origen ancestral de las subfamilias. Los órganos timpánicos abdominales de otras familias de Lepidoptera se abren en otra dirección o tienen otra estructura.
Muchas mariposas nocturnas han evolucionado órganos timpánicos que les permiten detectar los llamados de  ecolocalización de los murciélagos que las depredan. Esto les permite tomar medidas defensivas. Se ha comprobado que en la presencia de murciélagos depredadores, la especie de mariposas nocturnas Mythimna unipuncta detiene sus comportamientos de cortejo sexual, como los llamados de las hembras y el aleteo de los machos.
 El sentido del oído es importante en esta especie para el apareamiento, las hembras aletean en cierto ritmo, lo que produce vibraciones sonoras, y los machos responden en forma similar.